# Eupithecia invisa
Eupithecia invisa är en fjärilsart som beskrevs av Butler 1878. Eupithecia invisa ingår i släktet Eupithecia och familjen mätare. Inga underarter finns listade i Catalogue of Life.